# Конрад Гумпрехт фон Бентхайм-Текленбург
Конрад Гумпрехт фон Бентхайм-Лимбург (на немски: Konrad Gumprecht von Bentheim-Limburg; Conrad Gumprecht von Bentheim-Limburg; * 10 март 1585 в Бентхайм; † 10 март 1619) от фамилията Бентхайм-Текленбург е от 1606 г. до смъртта си граф на Бентхайм и от 1609 г. на Графство Лимбург.
Той е шестият син на граф Арнолд II фон Бентхайм-Текленбург (1554 – 1606) и Магдалена фон Нойенар-Алпен (ок. 1550 – 1626), дъщеря на граф Гумпрехт II фон Нойенар-Алпен.
Брат е на Ебервин Вирих (1576 – 1596 в Падуа), Арнолд Йост (1580 – 1643), Адолф (1577 – 1623), Вилхелм Хайнрих (1584 – 1632), Фридрих Лудолф (1587 – 1629), на Анна (1579 – 1624), омъжена 1595 г. за княз Христиан I фон Анхалт-Бернбург, Амоена Амалия (1586 – 1625), омъжена 1606 г. за княз Лудвиг I фон Анхалт-Кьотен, и на Магдалена (1591 – 1649), омъжена 1631 г. за граф Георг Ернст фон Лимбург-Щирум.
След смъртта на баща му през 1606 г. братята управляват първо заедно и през 1609 г. поделят собствеността. Конрад Гумпрехт полувхава графство Лимбург и дворец Лимбург са окупирани от войската на Кьолн, граф Конрад Гумпрехт I фон Бентхайм поема управлението едва през 1612 г.
След ранната му смърт през 1619 г. последва криза. Съпругата му Йоханета Елизабет, графиня фон Насау-Диленбург (1593 – 1654), поема регентството за техния син Вилхелм. През 1629 г. графството Лимбург е наследено от Мориц фон Бентхайм-Текленбург.

## Фамилия
Конрад Гумпрехт се жени на 16 декември 1616 г. в Бентхайм за графиня Йоханета Елизабет фон Насау-Диленбург (* 13 февруари 1593 в Диленбург; † 13 септември 1654 в Лимбург), дъщеря на граф Йохан VI фон Насау-Диленбург и третата му съпруга Йоханета фон Сайн-Витгенщайн.
Те имат един син:
- Вилхелм фон Бентхайм-Лимпург (* 1617; † 1618)